# هارولد ماكي
هارولد ماكي هو سياسي بريطاني، ولد في 28 ديسمبر 1957 في المملكة المتحدة. نشط حزبياً في حزب ألستر الوحدوي. في 2016 Northern Ireland Assembly election ‏، انتخب Member of the 5th Northern Ireland Assembly ‏ عن دائرة South Down (Assembly constituency) ‏ وقد انضم خلال فترته النيابية ‏ (7 مايو 2016 – 26 يناير 2017) للكتلة البرلمانية حزب ألستر الوحدوي.